# نيكولاس فريزر
نيكولاس فريزر اسمه الكامل نيكولاس كامبل فريزر (بالإنجليزية : Nicholas Campbell Fraser) و المعروف ب نيكولاس سي. فريزر. ولد في 14 يناير 1956 في مدينة نوتنغهام , إنجلترا , بريطانيا. هو عالم حفريات بريطاني وأكاديمي ومدير متحف. وهو متخصص في العصر الترياسي وعلم الحفريات الفقارية. منذ عام 2007 ، كان حارسًا للعلوم الطبيعية في المتحف الوطني في اسكتلندا. وقد عمل أستاذاً مساعداً للجيولوجيا في جامعة فرجينيا للتكنولوجيا منذ عام 1993 وفي جامعة ولاية كارولينا الشمالية منذ عام 2007.